# Бутанський червоний рис

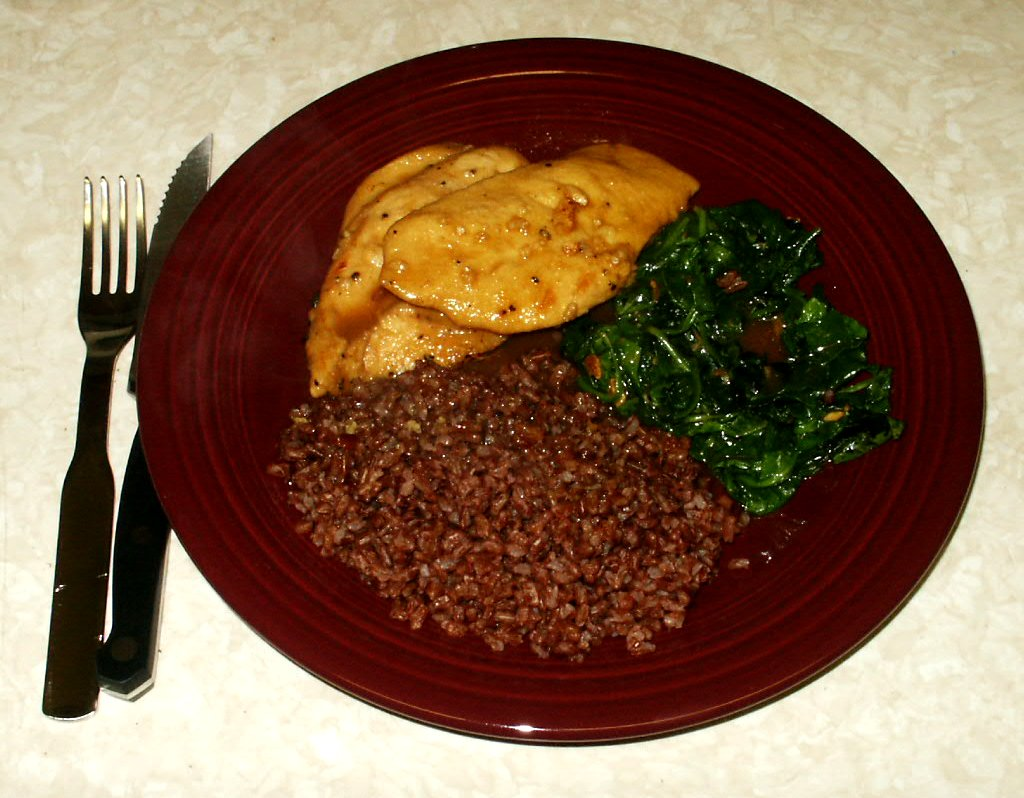
Бутанський червоний рис з куркою та шпинатом

Бутанський червоний рис — це рис із зерном середнього розміру, який вирощується в Королівстві Бутан в східних Гімалаях. Цей вид рису є основним для бутанців.
Бутанський червоний рис отримують з японського рису ( en: Japanese rice). Це напівшліфованний рис — деяка кількість червонуватої висівкової оболонки залишається на зернах. Через це він готується трохи швидше, ніж не шліфований коричневий рис. Зварений рис блідо-рожевий, м'який і злегка липкий. Головна відмінність білого виду від бурого полягає в обробці. Білі зерна піддаються очищенню і шліфуванню, з-за чого видаляються зародки зернових, шар висівки і оболонка. 
Цей рис став доступний в США в середині 1990-х, коли його почали імпортувати. В наш час[коли?] це єдиний сільськогосподарський продукт, що імпортується з Бутану.